# Клаусура 2015 (Гондурас)
Клаусура 2015 (исп. Torneo Clausura 2015) — 67-й розыгрыш чемпионата Гондураса по футболу с момента его основания.

## Участники
| Команда           | Город          |
| ----------------- | -------------- |
| Олимпия           | Тегусигальпа   |
| Мотагуа           | Тегусигальпа   |
| Марафон           | Сан-Педро-Сула |
| Виктория          | Ла-Сейба       |
| Реал Сосьедад     | Токоа          |
| Реал Эспанья      | Сан-Педро-Сула |
| Вида              | Ла-Сейба       |
| Гондурас Прогресо | Эль-Прогресо   |
| Паррильяс Уан     | Сигуатепеке    |
| Платенсе          | Пуэрто-Кортес  |

## Турнирная таблица
| М  | Команда           | И  | В  | Н  | П  | Мячи    | ±   | О  | Примечания     |
| -- | ----------------- | -- | -- | -- | -- | ------- | --- | -- | -------------- |
| 1  | Олимпия           | 18 | 11 | 6  | 1  | 35 − 16 | +19 | 39 | Финальная фаза |
| 2  | Мотагуа           | 18 | 11 | 4  | 3  | 37 − 21 | +16 | 37 | Финальная фаза |
| 3  | Марафон           | 18 | 8  | 5  | 5  | 20 − 23 | −3  | 29 | Финальная фаза |
| 4  | Виктория          | 18 | 6  | 7  | 5  | 26 − 22 | +4  | 25 | Финальная фаза |
| 5  | Реал Сосьедад     | 18 | 4  | 10 | 4  | 14 − 16 | −2  | 22 | Финальная фаза |
| 6  | Реал Эспанья      | 18 | 4  | 9  | 5  | 28 − 25 | +3  | 21 | Финальная фаза |
| 7  | Вида              | 18 | 4  | 6  | 8  | 24 − 31 | −7  | 18 |                |
| 8  | Гондурас Прогресо | 18 | 5  | 3  | 10 | 26 − 35 | −9  | 18 |                |
| 9  | Паррильяс Уан     | 18 | 4  | 4  | 10 | 25 − 35 | −10 | 16 |                |
| 10 | Платенсе          | 18 | 3  | 6  | 9  | 23 − 34 | −11 | 15 |                |

И — игры, В — выигрыши, Н — ничьи, П — проигрыши, Мячи — забитые и пропущенные голы, ± — разница голов, О — очки

## Результаты матчей
|                       | 1   | 2   | 3   | 4   | 5   | 6   | 7   | 8   | 9   | 10  |
| --------------------- | --- | --- | --- | --- | --- | --- | --- | --- | --- | --- |
| 1. Олимпия            |     | 3:1 | 2:0 | 1:1 | 2:0 | 1:0 | 4:1 | 2:1 | 3:1 | 2:0 |
| 2. Мотагуа            | 1:1 |     | 3:0 | 3:0 | 3:2 | 2:2 | 2:1 | 3:1 | 3:4 | 2:0 |
| 3. Марафон            | 3:2 | 0:2 |     | 2:1 | 0:0 | 1:0 | 2:0 | 0:3 | 2:1 | 1:1 |
| 4. Депортиво Виктория | 1:1 | 2:2 | 1:2 |     | 0:0 | 1:1 | 2:0 | 3:1 | 3:2 | 2:1 |
| 5. Реал Сосьедад      | 1:1 | 1:0 | 0:0 | 0:3 |     | 1:1 | 1:0 | 3:0 | 0:2 | 1:1 |
| 6. Реал Эспанья       | 1:1 | 1:2 | 1:1 | 2:2 | 1:1 |     | 0:1 | 2:4 | 3:1 | 3:1 |
| 7. Вида               | 3:3 | 0:3 | 0:1 | 1:1 | 0:0 | 2:2 |     | 3:1 | 1:1 | 4:2 |
| 8. Гондурас Прогресо  | 1:2 | 0:1 | 3:1 | 0:2 | 0:0 | 1:3 | 3:2 |     | 1:1 | 2:1 |
| 9. Паррильяс Уан      | 0:2 | 1:2 | 1:1 | 2:1 | 2:2 | 0:3 | 1:3 | 3:1 |     | 1:2 |
| 10. Платенсе          | 0:2 | 2:2 | 2:3 | 1:0 | 0:1 | 2:2 | 2:2 | 3:3 | 2:1 |     |

## Финальная фаза

### Первый раунд

#### Первые матчи
| Реал Эспанья                                                      | 4:1   | Марафон     |
| ----------------------------------------------------------------- | ----- | ----------- |
| Сабильон 11′ (авт.) · Кардосо 15′ · В. Нуньес 41′ · Р. Нуньес 81′ | отчёт | 90+2′ Рейес |

| Реал Сосьедад | 0:1   | Виктория   |
| ------------- | ----- | ---------- |
|               | отчёт | 61′ Медина |

#### Ответные матчи
| Марафон                   | 2:0   | Реал Эспанья |
| ------------------------- | ----- | ------------ |
| Берриос 42′ · Леверон 49′ | отчёт |              |

| Виктория   | 1:0   | Реал Сосьедад |
| ---------- | ----- | ------------- |
| Андино 37′ | отчёт |               |

### 1/2 финала

#### Первые матчи
| Виктория          | 1:0   | Мотагуа |
| ----------------- | ----- | ------- |
| Андино 67′ (пен.) | отчёт |         |

| Реал Эспанья | 0:1   | Олимпия    |
| ------------ | ----- | ---------- |
|              | отчёт | 24′ Лосано |

#### Ответные матчи
| Мотагуа                      | 3:0   | Виктория |
| ---------------------------- | ----- | -------- |
| Гомес 17′ · Кастильо 25′ 54′ | отчёт |          |

| Олимпия                                                     | 5:0   | Реал Эспанья |
| ----------------------------------------------------------- | ----- | ------------ |
| Лосано 17′ 32′ · Киото 21′ · Легисамон 66′ · Эступиньян 89′ | отчёт |              |

### Финал
| Мотагуа    | 1:2   | Олимпия              |
| ---------- | ----- | -------------------- |
| Дискуа 87′ | отчёт | 8′ (пен.) 27′ Лосано |

| Олимпия | 0:0   | Мотагуа |
| ------- | ----- | ------- |
|         | отчёт |         |

## Бомбардиры
| Место | Игрок            | Клуб          | Голы |
| ----- | ---------------- | ------------- | ---- |
| 1     | Рубилио Кастильо | Мотагуа       | 16   |
| 2     | Энтони Лосано    | Олимпия       | 14   |
| 3     | Эрик Андино      | Виктория      | 12   |
| 4     | Клаудио Кардосо  | Реал Эспанья  | 10   |
| 5     | Карлос Дискуа    | Мотагуа       | 8    |
| 5     | Роберто Риаскос  | Вида          | 8    |
| 7     | Чарльз Кордоба   | Марафон       | 7    |
| 7     | Иван Лопес       | Паррильяс Уан | 7    |
| 7     | Ромель Киото     | Олимпия       | 7    |
| 10    | Лукас Гомес      | Мотагуа       | 6    |